# 安田善三郎

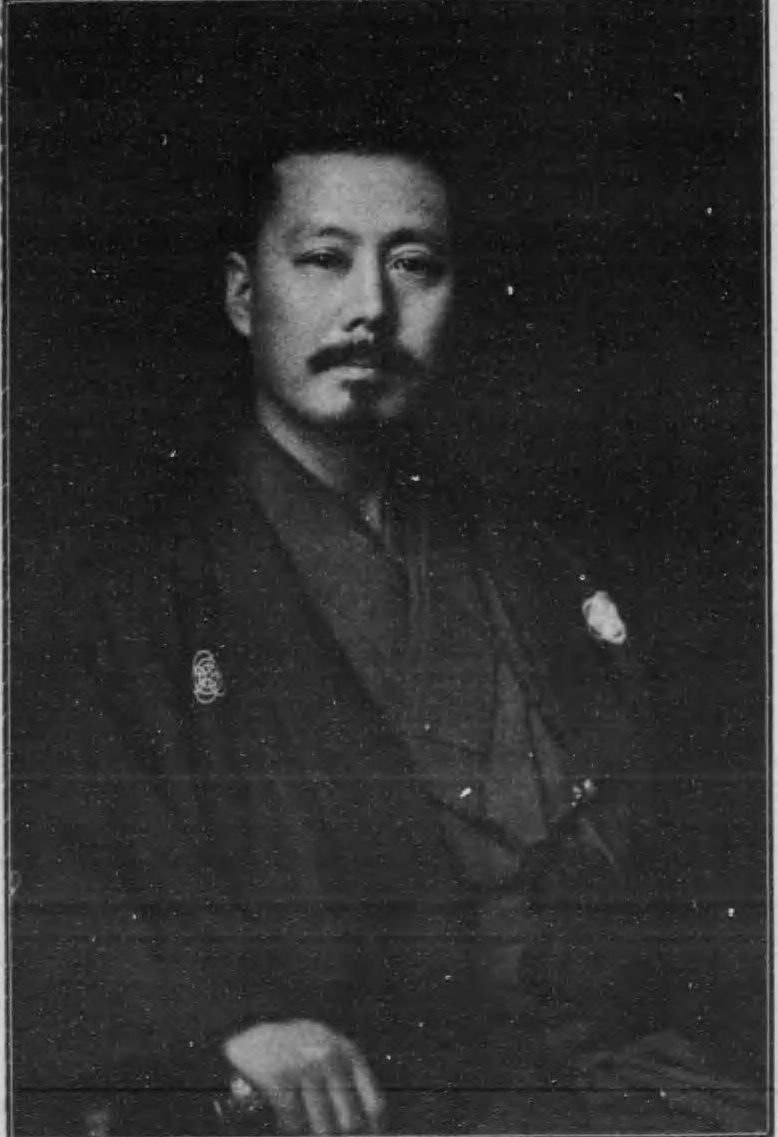
安田善三郎の写真。

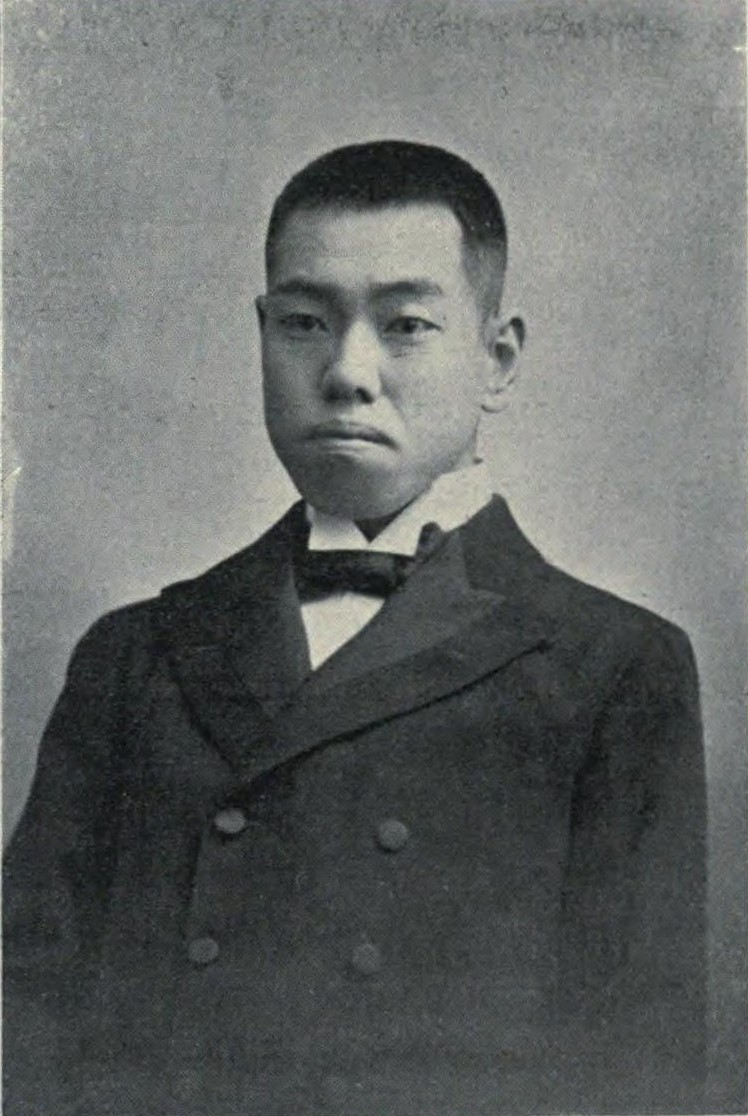
第三銀行頭取時代

安田 善三郎（やすだ ぜんざぶろう、1870年11月3日（明治3年10月10日） - 1930年（昭和5年）1月9日）は、日本の実業家、政治家。実業家伊臣忠一の子で、安田善次郎の婿養子。安田財閥を指導し、様々な企業の重役を務めた。高学歴の人材登用など財閥の近代化を図ったが、善次郎と対立し離縁される。貴族院議員。オノ・ヨーコの祖父。

## 経歴
1870年（明治3年）10月10日生まれ。宇和島藩士伊臣忠一の子で、旧名を伊臣貞太郎という。1892年、帝国大学法科大学卒業後、安田製釘所に入社。1895年、安田財閥総帥安田善次郎の次女・暉子と結婚(媒酌人は穂積陳重)。同時に善次郎の養嗣子となる。
明治商業銀行、京都銀行、安田商事、安田銀行、第三銀行などの監督、大垣共立銀行、帝国製麻の社長、百三十銀行、日本商業銀行などの頭取、信濃銀行取締頭取、東京火災海上運送保険、東京建物、横浜電気鉄道などの取締役、鐘淵紡績、共済生命保険、水戸鉄道、肥後銀行などの監査役を務めた。また、韓国銀行、朝鮮殖産銀行の設立委員、経済調査会委員、東京商業会議所議員などに任命されている。
また、東京府多額納税者として貴族院議員に2回互選され、1914年（大正3年）3月2日より1925年（大正14年）9月28日まで在任した。
妻の父親である安田善次郎の家督を継ぎ2代目となり、安田系列銀行17行のうち10行の頭取を務めるなどしたが、安田一族、善次郎との確執から1919年に安田家から離縁され、善三郎一家は東京・横網の安田邸を出て鎌倉に転居した。安田家の家督は善次郎が没した1921年に善次郎の長男の安田善次郎 (2代目)が継いだ。

## 栄典
- 1911年（明治44年）8月24日 - 金杯一組[10]

## 家族
実父は伊臣忠一で、元養父（妻てる〈暉子〉の父）が安田善次郎。実弟の伊臣真（1877年生）も実業家である。
長男は早逝。次男が画家の安田岩次郎（1901年生、東京美術学校卒）で妻は伯爵寺島宗則の孫になる恭子（1906年生、女子学習院卒）。本当の三男は生後すぐに養子に出された片岡仁左衛門 (13代目)（1903年生）、表向きの三男は彫刻家の安田周三郎（1906年生、東京美術学校卒）。周三郎の娘三四子（1934年生）は、浅野財閥の浅野八郎長男浅野総太郎（1925年生）に嫁いだ。周三郎の岳父に畑井新喜司。
四女磯子は、銀行家・小野英二郎の息子で横浜正金銀行サンフランシスコ支店副頭取やハノイの戦時銀行支店長を務めた小野英輔に嫁いだ。その間に生まれたのがオノ・ヨーコである。